# جون هوبير هال
جون هوبير هال (بالإنجليزية: John Hubert Hall)‏ هو محامي وقاضي وسياسي أمريكي، ولد في 7 فبراير 1899 في بورتلاند في الولايات المتحدة، وتوفي في 14 نوفمبر 1970 في نيوبورت في الولايات المتحدة. حزبياً، نشط في الحزب الجمهوري. وقد انتخب عضو مجلس نواب أوريغون وانتخب حاكم ولاية أوريغون ‏ (30 أكتوبر 1947 – 10 يناير 1949).